# Детский труд в Боливии
Детский труд в Боливии — широко распространенное явление. В документе 2014 года о наихудших формах детского труда, опубликованном Министерством труда США, говорится, что примерно 20,2 % детей в Боливии в возрасте от 7 до 14 лет, или 388 541 ребенок, работают. Среди коренных народов детский труд более распространён, чем среди городских жителе Детский труд используется во многих сферах, но большинство детей заняты в сельском хозяйстве. Боливия ратифицировала Конвенцию Организации Объединенных Наций о правах ребенка в 1990 году, Конвенцию Международной организации труда о минимальном возрасте 1973 года (138) и Конвенцию МОТ о наихудших формах детского труда (182). В июле 2014 года правительство Боливии приняло новый закон о детях и подростках, который снизил минимальный трудовой возраст до десяти лет при определенных условиях труда Новый кодекс предусматривает, что дети в возрасте от десяти до двенадцати лет могут легально работать при условии, что они являются самозанятыми, а дети в возрасте от 12 до 14 лет могут работать по контракту, если их работа не мешает их образованию и они работают под присмотром родителей.

## Определение
По определению ЮНИСЕФ ребёнок в возрасте от 5 до 11 лет занимается детским трудом, если он работает больше 1 часа в неделю или больше 28 часов в неделю, если это работа по дому. Ребёнок в возрасте от 12 до 14 лет занимается детским трудом, если он работает больше 14 часа в неделю или больше 28 часов в неделю работает дома.
Согласно Международной организации труда детский труд — это работа, которая «лишает детей детства, их потенциала и достоинства и наносит вред их умственному и физическому развитию».

## Виды работы
Большинство работающих детей, около 70,9 %, заняты в сельскохозяйственном секторе, занимаясь такими видами деятельности, как посадка и сбор кукурузы, каштанов, и сахарного тростника, а также работа на ранчо. В сельской местности дети начинают работать в раннем возрасте и участвуют в работе плантациях, выполняя такие работы, как посев, сбор урожая, прополка и уход за скотом. Дети, работающие в натуральном сельском хозяйстве, подвергаются воздействию вредных химикатов и вынуждены работать в течение длительного времени, что снижает их способность получить образование. Работа на больших плантациях сложнее, чем работа на мелких фермах, и дети больше подвергаются воздействию пестицидов. Также на крупных плантациях опаснее условия труда, которые могут привести к инфекциям и физическим травмам в результате использования сельскохозяйственного оборудования. Работа в шахтах является обычным занятием сельских детей. По оценкам МОТ, в горнодобывающей отрасли задействовано около 13 500 детей. Работа в шахтах разделена по возрасту и полу: девочки и дети младшего возраста участвуют в менее опасных работах, таких как стирка одежды и поиск полезных ископаемых за пределами горнодобывающих объектов. Более опасные работы, связанные с использованием взрывчатых веществ и измельчением полезных ископаемых выполняют только мальчики старшего возраста. В городских районах дети также заняты в сельском хозяйстве, но в основном работают в промышленности и сфере услуг, которые включают домашний труд, работу по дереву, торговлю и проституцию. Работа в городских районах разделена по гендерному признаку: девочки в основном работают на рынках или заняты домашним трудом, тогда как мальчики выполняют более физически тяжелую работу на стройках или в гаражах. Дети, работающие в городе, более уязвимы для физического и сексуального насилия. Дети, вовлеченные в наихудшие формы детского труда, такие как горнодобывающая промышленность, детская проституция и тяжелая работа на плантациях, живут в плохих условиях и имеют ограниченный доступ к чистой воде и здравоохранению.

## Причины

### Бедность
Боливия — одна из беднейших стран Южной Америки, 45 % населения которой живет за чертой бедности. Бедность является основной причиной детского труда в Боливии Низкий уровень жизни в сочетании с низким уровнем образования увеличивает уровень бедности и распространенность детского труда.

### Образование
Отсутствие доступа к образованию является основной причиной и следствием детского труда. Исследование различий в уровне образования в Боливии, показало, что существует разрыв между городскими и сельскими районами, при этом дети в городских районах имеют более высокий уровень завершения начального образования и доступа к образованию. По данным МОТ, процент детей, не посещающих школу, составляет 2,5 %, при этом в сельской местности эти цифры выше. Исследование, проведенное Сапатой, Контрерасом и Крюгером (2011), показало, что пол и этническая принадлежность играют роль во взаимосвязи между детским трудом и уровнем образования в Боливии. Они обнаружили, что количество работающих девочек на 51 % выше, чем мальчиков, а у детей из числа коренного населения на 60 % больше шансов не пойти в школу и работать. Доступ к качественному образованию может быть крайне ограниченным, особенно в сельской местности. Уровень образования родителей также влияет на распространённость детского труда. Родители с более низким уровнем образования, скорее всего, сами работали детьми и ценят работу выше, чем получение образования. Высокая стоимость образования приводит к тому, что родители чаще привлекают детей к работе.

### Культура
Причины детского труда кроются не только в экономической ситуации, но и в местной культуре. В культуре индейцев Боливии работа рассматривается как важный фактор социализации детей, поскольку она является неотъемлемой частью их интеграции в общество. Работа важна для социальной организации общин коренных народов, где дети работают, чтобы способствовать сплочению семьи, в то время как всё общество работает вместе, чтобы защитить детей. Другая культурная причина детского труда связана с определениями детей и детства. Западные концепции детства определяют детей как уязвимых и беспомощных и поэтому защищают детей от труда. По мнению Хансона и Вандаэле (2003), работающие дети не согласны с западным взглядом на детство и заявляют о своем праве на достойную работу в обществе.

## Борьба с детским трудом
В рамках программы ЮНИСЕФ (2013—2017 гг.) Боливия обязалась увеличить техническую поддержку управления и мониторинга систем социальных услуг, которые защищают детей от жестокого обращения и сексуальной эксплуатации. Программа направлена на улучшение общего доступа детей к социальным благам.
Международная программа МОТ по искоренению детского труда (ИПЕК) работает в Боливии над борьбой с детским трудом путем содействия равному доступу к образованию посредством исследований и ведения статистики влияния детского труда на уровень образования и мониторинга наихудших форм детского труда.
Министерство образования Боливии предприняло инициативы по повышению уровня образования работающих детей, включая «программу ускоренного выравнивания» для работающих детей, отстающих в школе.
Centro de Promoción Minera — это неправительственная организация в Боливии, целью которой является улучшение качества жизни работающих детей и их семей в Боливии. Они делают это, обеспечивая детям достаточный доступ к еде и образованию, а их родителям — к возможностям трудоустройства.